# Нгуен Ван Кок
Нгуен Ван Кок (вьет. Nguyễn Văn Cốc, родился в 1942 году в уезде Вьетйен провинции Бакзянг) — вьетнамский военный лётчик, генерал-лейтенант ВВС Вьетнамской Народной Армии. Во Вьетнамской войне одержал 11 воздушных побед на истребителе МиГ-21ПФ (включая 2 разведывательных БПЛА) и стал самым результативным асом Вьетнама (признаётся асом как со стороны Вьетнама, так и со стороны США). Сам он был сбит один раз.

## Биография

### Происхождение
Родился в крестьянской семье в деревне Битьшон уезда Вьетйен провинции Бакзянг (50 км к востоку от Ханоя). Отец, Нгуен Ван Бай (вьет. Nguyễn Văn Bảy), председатель уездного комитета Вьетминя во Вьетйене, в 1947 году попал в плен после боя против французской армии и был казнён оккупационными властями. Мать оказывала помощь войскам во время битвы при Дьенбьенфу в 1954 году.

### Обучение в СССР
9 июня 1961 после окончания 8 класса школы им. Нго Ши Льена (вьет. Ngô Sĩ Liên) в г. Бакзянге Нгуен Ван Кок поступил на военную службу во Вьетнамскую Народную Армию и был направлен на курсы военных лётчиков на аэродром Катби (вьет. Cát bi) в окрестностях г. Хайфона. В августе 1962 г. Нгуен В. К. отправился в составе группы 120 человек в СССР (Москву) через Пекин. Обучался три месяца русскому языку, после обучения прибыл в Батайск (Ростовская область), где начал обучение на самолёте Як-18А. В начале 1963 года переброшен с группой из 30 человек в станицу Кущёвскую, где находилась учебная часть МиГ-17. В ноябре 1964 года после окончания курсов подготовки военных лётчиков в СССР вместе с 23 однокурсниками вернулся на родину, города которой уже бомбили американские самолёты.

### Начало службы
Ван Кок начал участвовать в боях на самолёте МиГ-17, но, несмотря на хорошие результаты боёв, вынужден был переучиться на МиГ-21. Числился в составе 1-й эскадрильи 921-го истребительного авиаполка имени Красной Звезды. С июня 1965 по 1966 он снова находился в СССР, в Краснодаре. В октябре 1966 года он был принят в ряды Коммунистической партии Вьетнама. 14 декабря 1966 принял официальное боевое крещение на МиГ-21 после того, как его звену под командованием Нгуен Ньят Тьеу было записано три победы над американскими самолётами (американской стороной подтверждена потеря одного самолёта; сам Ван Кок не сбил никого, поскольку не обладал опытом). 23 августа 1967 вместе с тем же Нгуен Ньят Тьеу участвовал в одновременной атаке на американские самолёты: Ньят Тьеу сбил два самолёта при помощи Ван Кока. 2 января 1967 Ван Кок попался в ловушку, устроенную американскими истребителями F-4C Phantom: те ввели вьетнамских пилотов с МиГ-21 в заблуждение при помощи позывных F-105, и вьетнамцы приняли истребители за бомбардировщики. Нгуен Ван Кок был сбит и выжил чудом.

### Победы в небе
Подтверждены следующие победы Нгуена Ван Кока:
- 30 апреля 1967 Кок одержал свою первую победу, сбив F-105D Thunderchief, который пилотировал старший лейтенант Роберт А. Эббот из 354-й тактической истребительной эскадрильи 355-го тактического истребительного крыла. Эббот катапультировался и на земле был взят в плен вьетнамцами. По радиостанции он также услышал, что его несколько сотоварищей из F-105D Wild Weasel также были сбиты МиГ-21 из группы Ван Кока[3].
- 23 августа 1967 после авианалёта ВВС США на Ханой Ван Кок при поддержке Нгуена Нхат Чью на МиГ-21 одержал вторую победу при помощи тактики «двойной атаки». Четыре самолёта МиГ-17 выступили в качестве приманки, а два МиГ-21 атаковали с тыла. Команде Ван Кока и Нхата Чью удалось сбить не менее трёх самолётов, причём жертвой Ван Кока стал F-4D BuNo 66-0238 из 555-й тактической истребительной эскадрильи[англ.]. Пилот, майор Чарльз Р. Тайлер попал в плен, а капитан Р. Н. Ситтнер погиб[3].
- 3 октября 1967 Нгуен Ван Кок одержал третью победу, которую некоторые источники не признают как таковую. Ему удалось обнаружить истребитель F-4 и поразить его ракетой Р-3. Лётчик Мур и радист Гальбрандсен успели катапультироваться. Но уже 9 октября Кок сбил F-105F BuNo 63-8330 из 13-й тактической истребительной эскадрильи: пилот самолёта Джеймс А. Клеменс попал в плен. 18 ноября Ван Коком был сбит F-105 Thunderchief BuNo 63-8295 из 34-й тактической истребительной эскадрильи, который принёс ему пятую победу (погибли оба пилота: Оскар Дардо и Эдвард Лейнхофф)[3].
- 20 ноября 1967 Нгуеном одержана шестая победа: сбит F-105D Thunderchief, который пилотировал лётчик Батлер[3].
- 3 февраля 1968 Ван Кок одержал седьмую свою победу, сбив F-102A BuNo 56-1166 из 509-й эскадрильи истребителей перехватчиков. Пилот, первый лейтенант Уоллес Л. Уиггинс погиб при взрыве[3].
- 23 февраля 1968 Нгуеном Ван Коком одержана восьмая победа и сбит F-4D, которым управляли пилот Гаттерсен и штурман Дональд[3].
- 7 мая 1968 на своём МиГ-21, который получил прозвище «Красный 4326», при помощи ведомого Данга Нгок Нгу пилот Нгуен Ван Кок вышел на американцев, хотя изначально попал под ошибочный огонь наземной зенитной артиллерии. Выпустив две ракеты, он сбил F-4 Phantom BuNo 151485, который рухнул в море (лётчики командир Кристиансен и младший лейтенант Крамер катапультировались)[3]. Это девятая победа.
- 31 октября 1968 Линдон Джонсон объявил о прекращении авианалётов, что означало невозможность для Ван Кока сбить боевой самолёт противника. Однако американцы отправляли беспилотные разведчики, и два из них Ван Кок сбил в декабре 1969 года. Ему приписывают, в частности, победу 20 декабря 1969 над OV-10 Bronco BuNo 155503 из эскадрильи VAL-4 «Чёрные пони», однако, поскольку вьетнамцы не были знакомы с подобным типом, а упомянутый самолёт был потерян над Южным Вьетнамом, вопрос о достоверности победы Ван Кока остаётся открытым (возможно, он перепутал его с беспилотным аппаратом Firebee).

#### События 7 мая 1968
Днём 7 мая 1968 года были совершены три вылета МиГ-21 из 921-го истребительного полка партизанских ВВС Вьетнама с авиабазы Тхо Сюань (ныне аэропорт Шаованг) в связи с угрозой совершения авианалёта ВВС США севернее 19-й параллели. Во всех вылетах участвовали Данг Нгок Нгу, Нгуен Ван Минь и Нгуен Ван Кок. В связи с недостаточной координацией разных частей 921-го истребительного полка и войсками ПВО вьетконговцев МиГ-21 был обстрелян зенитной артиллерией Вьетнама, поскольку зенитчики ошибочно приняли своих лётчиков за американцев. В какой-то момент Данг Нгок Нгу также ошибочно принял самолёты Нгуенов за истребители ВВС США и сбросил баки с горючим для подготовки к атаке, прежде чем понял, что это «свои» самолёты.
Чуть позже Нгу и Кок достигли окрестностей До Луонга (к северо-востоку от Виня) и сделали три круга над районом, прежде чем получили информацию о приближении вражеской авиации со стороны моря — это и были истребители ВВС США. Эти самолёты относились к 92-й истребительной эскадрилье ВВС США: пять истребителей F-4B Phantom II под командованием лейтенант-коммандера Эйнара С. Кристенсена взлетели с борта авианосца «Энтерпрайз». Бомбардировщик Douglas A-3 Skywarrior ВМС США, используя радиоэлектронное вооружение, пытался подавить вьетнамские коммуникации, однако сделать это ему не удалось, и Нгу отправился к противнику, следуя указаниям с земли.
Формация F-4B разделилась из-за ошибок с радарами, пытаясь преследовать вьетнамские МиГи. В завязавшемся воздушном бое американцы выпустили две ракеты AIM-7 по противнику, но не попали. Позже Нгу заметил два истребителя F-4B, которые находились в 5 км от его правого борта, но не смог занять позицию для их обстрела. Находившийся позади справа Нгуен Ван Кок собирался выйти из боя, поскольку у него заканчивалось топливо, однако на высоте 2500 метров он заметил истребитель F-4B и решил продолжить бой. Он устремился в погоню за американцами, которые двигались в сторону моря, и выпустил две ракеты К-13 типа «воздух-воздух», сбив самолёт на высоте 1500 метров. Загоревшаяся машина рухнула в море примерно в 18:44 по местному времени.
Это была первая победа вьетнамских ВВС в 4-м военном округе Северного Вьетнама. Сбитым оказался самолёт BuNo 151485 с позывным «Silver Kit 210» из 92-й истребительной эскадрильи. Командир самолёта, лейтенант-коммандер Эйнар С. Кристенсон и его штурман лейтенант Уорт А. Крамер катапультировались и были спасены.

### После войны
В 1970 году Ван Кок был направлен инструктором для подготовки новых пилотов ВВС Вьетнамской народной армии. В 1979 году он стал кандидатом в космонавты и отправился в Москву на отбор, однако не прошёл последний этап медицинского обследования (в итоге в космос полетел Фам Туан). В 1990 году Ван Кок стал заместителем командующего ВВС Вьетнамской народной армии, а затем в 1999 году был назначен главным инспектором Министерства обороны. Ушёл в отставку в 2002 году.

### Награды
Награждён званием Героя Вооружённых Сил Социалистической Республики Вьетнам в 1969 году и двумя орденами «За боевой подвиг».